# ويليام جي. ماكونيل
ويليام جي. ماكونيل هو سياسي أمريكي، ولد في 18 سبتمبر 1839 في بلدة كوميرك في الولايات المتحدة، وتوفي في 30 مارس 1925 في موسكو في الولايات المتحدة. نشط حزبياً في الحزب الجمهوري. وقد انتخب عضو مجلس ولاية أوريغون ‏ وانتخب عضو مجلس الشيوخ الأمريكي ‏ عن دائرة Idaho Class 3 senate seat ‏ وقد انضم خلال فترته النيابية ‏ (18 ديسمبر 1890 – 4 مارس 1891) للكتلة البرلمانية الحزب الجمهوري وانتخب Governor of Idaho ‏ (2 يناير 1893 – 4 يناير 1897).